# Shithouse
Shithouse (auf Filmplakaten auch in Leetspeak S#!%house, engl. für „Scheißhaus“) ist eine Tragikomödie von Cooper Raiff, die am 16. Oktober 2020 in die US-Kinos kam.

## Handlung
Bis vor einigen Wochen lebte der Anfang 20-jährige Alex noch zu Hause in Dallas mit seiner Mutter und seiner Schwester. Nun studiert er in Los Angeles, 1.500 Meilen von Zuhause entfernt, und hat es fast schon aufgegeben unter seinen Kommilitonen Freunde zu finden. Sam, mit dem er sich ein Zimmer teilt, betrinkt sich gerne und scheint nicht an einer Freundschaft interessiert. Am liebsten würde er möglichst schnell wieder zu seiner Familie zurückkehren.
Als der College-Neuling auf einer Campusparty namens „The Shithouse“ vorbeischaut, zu der ihn die extrovertiertere Maggie aus dem Wohnheim eingeladen hat, soll sich in dieser Nacht Vieles für ihn ändern. Sie lädt ihn zu einer Runde Flaschendrehen ein, und beide laufen die ganze Nacht hindurch durch die Stadt und teilen intime Erinnerungen. Sie sprechen über Dinge, von denen sie noch keinem anderen Menschen zuvor erzählt haben. Alex gibt zum ersten Mal zu, dass er am College keine Freunde hat. Maggie erzählt von dem jüngsten Verlust ihrer Schildkröte Pete.
Als Maggie ihn am nächsten Tag ignoriert und ihre besondere Nacht vergessen zu haben scheint, ist Alex verzweifelt und wünscht sich, dass die Dinge wieder so werden, wie sie vorher waren.

## Produktion
Es handelt sich bei Shithouse um das Regie- und Drehbuchdebüt von Cooper Raiff, der im Film in der Hauptrolle von Alex auch sein Debüt als Schauspieler in einem Langfilm gibt. Zudem produzierte Raiff den Film gemeinsam mit Divi Crockett und Will Youmans und fungierte neben Autumn Dea auch als Filmeditor. Raiff erklärte, als er selbst aufs College kam, sei er dort erst einmal getrieben ohne voranzukommen, und Shithouse sei sein Versuch gewesen, auszudrücken, wie sich diese Jahre anfühlten und was er von ein paar großartigen Freunden gelernt habe.
Amy Landecker spielt Alex Mutter, Dylan Gelula spielt seine „Shithouse“-Party-Bekanntschaft Maggie und Logan Miller seinen Mitbewohner Sam.
Die Dreharbeiten fanden in Los Angeles und Carpinteria statt.
Die Filmmusik komponierte Jack Krauss. Das Soundtrack-Album mit insgesamt 16 Musikstücken wurde am 16. Oktober 2020 von der Eastwood Music Group als Download veröffentlicht. Eine Veröffentlichung auf CD und Vinyl ist zu einem späteren Zeitpunkt geplant. Auf dem Album enthalten sind neben Dialogen und Mitschnitten auch Songs aus dem Film wie Walk All Over Me gesungen von der Schauspielerin Abby Quinn und zudem Stücke von Waxahatchee, Girlpool, John Dufilho, Cure For Paranoia und Nick Das.
Nach der Absage des eigentlich für März 2020 geplanten South by Southwest Film Festivals wurde der Film den Teilnehmern digital zur Verfügung gestellt. Im August 2020 wurde der Film beim Florida Film Festival gezeigt. Ende September, Anfang Oktober 2020 wurde er beim Zurich Film Festival und beim Reykjavik International Film Festival vorgestellt. Am 16. Oktober 2020 kam der Film in ausgewählte US-Kinos. Zur gleichen Zeit erfolgten Vorstellungen beim Mill Valley Film Festival.

## Rezeption

### Altersfreigabe
In den USA erhielt der Film von der MPAA ein R-Rating, was einer Freigabe ab 17 Jahren entspricht.

### Kritiken
Der Film wurde von 95 Prozent aller bei Rotten Tomatoes erfassten Kritiker positiv bewertet mit durchschnittlich 7,4 der möglichen 10 Punkte und erhielt auf Metacritic einen Metascore von 72 von 100 möglichen Punkten.

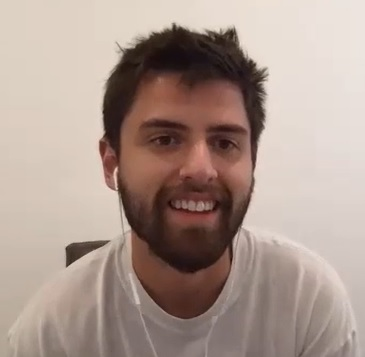
Regisseur Cooper Raiff

David Ehrlich von IndieWire schreibt in seiner Kritik, auch wenn Cooper Raiffs Debütfilm mit einer gewissen Distanz gedreht wurde, die die Gleichgültigkeit der Außenwelt widerspiegelt, begegne er einem dennoch mit der Offenheit eines Videotagebuchs. Die Art und Weise, wie Raiff seinen Protagonisten Alex spielt, und praktisch alles andere an Shithouse, sei faszinierend, und die Dialoge fühlten sich weder improvisiert noch übertrieben an. Immer wenn Shithouse zu einem x-beliebigen Film zu werden scheint, sei Dylan Gelula in der Rolle von Maggie da, um die Dinge wieder auf Kurs zu bringen. Shithouse sei ein vielversprechendes Debüt von jemandem mit einer klaren Begabung für die Personalisierung gemeinsamer Erfahrungen und wisse, dass das Erwachsenwerden ein einsamer Prozess sein kann, aber auch, dass die meisten Menschen nur das Gefühl haben, diesen alleine durchmachen zu müssen, so Ehrlich.
Matthew Monaglevon The Playlist bemerkt in seiner Kritik, während sich dieser Abend entfaltet, an dem Maggie und Alex durch die Stadt ziehen, beginne ein Dialog zwischen ihnen, der in seiner Art radikaler Ehrlichkeit nur zwischen zwei Menschen zustande kommen könne, die sich gerade erst kennengelernt haben. Raiff verstehe diese Art von Ehrlichkeit auf einer sehr intuitiven Ebene und tue gut daran, diese Momente im Film nicht zu sehr zu unterstreichen. Wenn Maggie und Alex sich Dinge erzählen, die sie selbst geliebten Menschen nicht anvertraut haben, entstehe zwischen den beiden eine Intimität, die ihn seine Einsamkeit zugeben lässt. Maggie sei die erste, die etwas in Alex „sieht“, ihn von seinem Heimweh befreit und ihn ermutigt, sich mit der Welt um ihn herum auseinanderzusetzen. Für den Fall, dass Zweifel bestehen, wo die Sympathien des Films hinfließen sollen, habe Raiff für Alex einige der wichtigsten Dialogzeilen geschrieben, um deutlich zu machen, dass Maggie diejenige ist, die ein authentischeres Leben führen muss.

### Auszeichnungen
Filmfestival Mannheim-Heidelberg 2020
- Nominierung im Wettbewerb[16]

Florida Film Festival 2020
- Auszeichnung mit dem Grand Jury Award – Best Narrative Feature[17]

Reykjavik International Film Festival 2020
- Nominierung für den Golden Puffin in der Sektion New Visions[9]

South by Southwest Film Festival 2020
- Auszeichnung im Narrative Feature Competition (Cooper Raiff)[18]

Zurich Film Festival 2020
- Nominierung im „Spielfilm Wettbewerb“